# Eli Ruckenstein
Eli Ruckenstein (* 13. August 1925 in Botoșani, Rumänien; † 30. September 2020) war ein US-amerikanischer Chemieingenieur.

## Werdegang
Ruckenstein erhielt 1949 seinen Diplom-Abschluss am Polytechnischen Institut in Bukarest, an dem er bis 1969 Professor für Chemieingenieurwesen war. Danach war er am Clarkson College of Technology und ab 1970 Professor an der University of Delaware und 1973 an der State University of New York in Buffalo.
Er war Gastprofessor an der Carnegie-Mellon University, der Universität London, der Katholischen Universität Löwen, der ETH Zürich und am Technion.
Ruckenstein war für Forschungen zur Technischen Chemie von Kolloiden, Emulsionen und Grenzflächen bekannt, auf dem Gebiet der Thermodynamik von Mikroemulsionen, Hydrodynamik dünner Filme, Katalysatoren und Skalierung von Transportphänomenen, bearbeitete aber auch eine Vielzahl weiterer Gebiete.
Er veröffentlichte über 1.000 Arbeiten und hielt zehn US-Patente.
Er war Mitglied der National Academy of Engineering (NAE), deren Founders Award er erhielt, und der American Academy of Arts and Sciences und erhielt 1998 die National Medal of Science. 1985 erhielt er den Humboldt-Forschungspreis, mit dem er an der Universität Bayreuth war. Er war Ehrendoktor des Polytechnischen Instituts in Bukarest und der Technischen Universität in Bukarest. Er erhielt den Kendall Award und Murphree Award der ACS und den Walker Award des American Institute of Chemical Engineers.

## Schriften
- mit I. Shulgin: Thermodynamics of Solutions: From Gases to Pharmaceutics to Proteins, Springer Verlag 2009.
- mit M. Manciu: Nanodispersions: Interactions, Stability and Dynamics, Springer Verlag 2009